# Brush Fire
Brush Fire è un singolo della cantautrice statunitense Gracie Abrams, pubblicato il 10 dicembre 2020.

## Tracce
1. Brush Fire – 3:10 (Gracie Abrams, Blake Slatkin, Tobias Jesso Jr.)